# Siarczki (minerały)

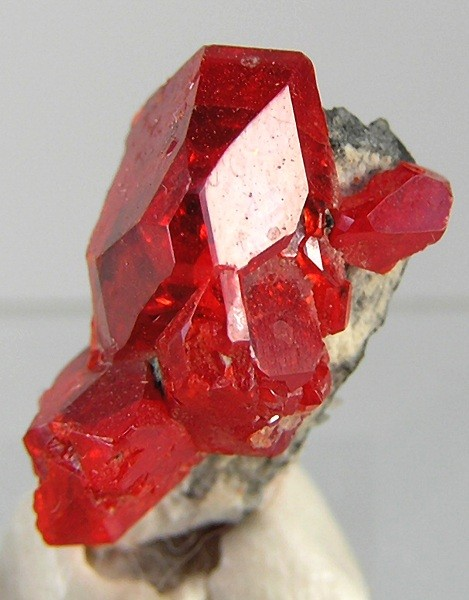
Realgar – tetrasiarczek tetraarsenu

Siarczki – minerały, których głównym składnikiem są siarczki metali. Występują głównie w złożach kruszców związanych z działalnością magmową oraz w meteorytach. Tworzą istotne gospodarczo złoża minerałów srebra, miedzi, rtęci, cynku, ołowiu oraz żelaza. Wyróżniają się dużą gęstością, zazwyczaj są nieprzezroczyste i przewodzą prąd elektryczny. Rozkładają się i reagują pod wpływem wód powierzchniowych i atmosfery, przechodząc w barwne tlenki, wodorotlenki, węglany, siarczany i fosforany metali.
- Przykładowe minerały: andoryt • antymonit • argentopiryt • argentyt • arsenopiryt • aurypigment • bornit • boulangeryt • bournonit • chalkopiryt • chalkozyn • cynober • freieslebenit • galena • greenockit • haueryt • jordanit • kermesyt • kobaltyn • kowelin • linneit • markasyt • miargyryt • milleryt • molibdenit • nagyagit • pirargyryt • pirostilpnit • pirotyn • piryt • plagionit • polibazyt • proustyt • realgar • seligmannit • semseyit • sfaleryt • stephanit • tennantyt • tetraedryt • ullmannit • wurtzyt
- Występowanie: największe złoża występują w Południowej Afryce, Kanadzie, Serbii[potrzebny przypis].